# باتريس موتسيبيه
باتريس موتسيبه (بالإنجليزية: Patrice Motsepe)‏ (مواليد 28 يناير 1962) هو رجل أعمال جنوب إفريقي وأحد أقطاب صناعة التعدين في أفريقيا. قدرت مجلة فوربس سنة 2015 ثروته بـ 2.4 مليار دولار، حيث جاء رقم 847 في قائمة أغني أغنياء العالم واحتل المرتبة السادسة في أغنياء جنوب أفريقيا والـ22 على مستوى أغنياء أفريقيا.
حاليا يدير موتسيبيه مجموعة شركات «أفريكان رينبو مينيرالز» للمناجم والتعدين في بلاده وعدد من الدول المجاورة، كما أنه عضو مجلس إدارة في العديد من الشركات بما في ذلك كونه رئيس مجلس إدارة غير تنفيذي في شركة «هارموني جولد» التي تعد واحدة من أكبر خمس شركات تعدين للذهب على مستوى العالم.
وعلى الرغم من أنه يعد واحداً من أغنى أغنياء العالم وقدّم الكثير من الخدمات الخيرية لبلاده إلا أن شهرته لم تذع في جنوب أفريقيا إلا بعد امتلاكه لنادي ماميلودي صن داونز لكرة القدم الذي يُعد واحداً من أكبر الفرق بجنوب أفريقيا.
أعلن باتريس موتسيبيه في وقت سابق أنه سيتبرع بنصف ثروته لمصلحة الفقراء. حيث يعد موتسيبيه أول إفريقي يستجيب لحملة تعهد العطاء التي أطلقها عام 2010 كل من وارن بافيت وبيل غيتس بهدف تشجيع أثرياء العالم للتبرع بجزء كبير من ثرواتهم لأهداف إنسانية خيرية.

## وصلات خارجية
- Harmony Gold Mining
- African Rainbow Minerals
- The World's Billionaires Patrice Motsepe forbes